# Máel Umai mac Báetáin
Máel Umai mac Báetáin (mort c.608/610) est un prince irlandais, fils de Báetán mac Muirchertach des Uí Néill du Nord, qui semble avoir été un personnage important dans les premiers récits irlandais. Son père et son frère
Colmán Rímid furent tous deux reconnus comme Ard ri Erenn,.

## Mentions dans les Annales
Le Annales irlandaises évoquent deux fois  Máel Umai. La première lorsque les Annales de Tigernach indiquent qu'il combat aux côtés d'Áedán mac Gabráin de Dál Riata lors de la  bataille de Degsastan au cours de laquelle Áedán est défait par le souverain northumbrien Æthelfrith. Selon le récit des annales, Máel Umai tue le frère d'Æthelfrith qui est incorrectement désigné sous le nom d'Eanfrith. Bède le Vénérable confirme la mort du frère d'Æthelfrith à  Degsastan, en lui donnant le nom de Theodbald, et ajoutant qu'il est tué aux côtés de tous ses suivants. Bède date le combat de 603 et les Annales de Tigernach de 598. La seconde mention de Máel Umai est l'obiit de sa mort, probablement en 608/610.

## Récits irlandais
Une liste des premiers récits irlandais comprend le désormais perdu « Echtra Máel Uma meic Báetáin » , c'est-à-dire: les « Aventures de Máel Umai mac Báetáin ». Proinsias Mac Cana note que le compilateur de cette liste inclut ce récit au côté d'un autre, apparemment aussi perdu, concernant Áedán mac Gabráin, et un troisième traitant du tout aussi historique Mongán mac Fiachnai, à propos duquel survivent plusieurs contes non historiques.  Il suggère que le sujet du récit doit être la bataille de Degsastan  Les trois personnages ayant été impliqués dans des événements survenus dans le nord de la Bretagne au cours des années 600 après J.C. Des récits sur  Máel Umai sont également connus dans au pays de Galles médiéval, où il apparaît dans une liste  d'autre héros légendaires irlandais connus notamment dans le Cycle d'Ulster ou inclus dans Culhwch et Olwen.
Les généalogies subsistantes présentent Máel Umai comme « le féroce » et comme un  « chef de guerre », Mac Cana estime qu'il a laissé le souvenir d'un guerrier héroïque, semblable aux figures légendaires du Cycle d'Ulster.

## Sources
- Bède le Vénérable, Histoire ecclésiastique du peuple anglais (les 5 livres de l’H.E. en un seul volume), trad. du latin et présenté par Philippe Delaveau, coll. "L'aube des peuples", Gallimard, 1995  (ISBN 2-07-073015-8).
- (en) Ouvrage collectif sous la direction de Edel Bhreathnach, The Kingship and landscape of Tara, Dublin, Four Courts Press, 2005 (ISBN 1-85182-954-7), p. 193-194 & 267-268.
- (en) Francis John Byrne, Irish Kings and High-Kings, Dublin, Courts Press History Classics, 2001 (ISBN 1-85182-196-1).
- (en) Proinsias Mac Cana, Karen Jankulak (dir.) et Jonathan M. Wooding (dir.), Ireland and Wales in the Middle Ages : an overview, Dublin, Four courts press, 2007, 17–45 p. (ISBN 978-1-85182-748-0).
- (en) Gearóid Mac Niocaill, Ireland before Vikings, Dublin, Gill & Macmillan, 1972 (ISBN 0-7171-0558-X).
- (en) Daibhí Ó Cróinín et Daibhí Ó Cróinín (dir.), Prehistoric and early Ireland, vol. I, Oxford, Oxford University Press, coll. « A New History of Ireland », 2005, 182–234 p. (ISBN 978-0-19-922665-8), « Ireland, 400–800 ».